# Gerónimo Lagomarsino
Gerónimo Lagomarsino (20 de mayo de 1858 Chiavari, Liguria, Italia - 17 de octubre de 1917, Timbúes, Santa Fe, Argentina) fue un comerciante lígur y fundador de la localidad de Aldao en el sur de la provincia de Santa Fe.

## Breve reseña
La familia Lagomarsino se instala en la década de 1860 en la provincia de Santa Fe, comprando tierras en la zona de San Lorenzo, sus miembros se dedicaron a tareas agrícolas y al comercio.
A comienzos de 1905 Gerónimo compra todas las tierras que aún le quedaban a los sucesores de la sociedad de Don Camilo Aldao y José María Cullen, resolviendo hacer un pueblo. Traza las calles que rodean 30 manzanas, reservando una manzana para la escuela y otra para la plaza. Comienza la venta de lotes, logrando en poco tiempo el desarrollo de la localidad.
Gerónimo Lagomarsino fallece a los 59 años de edad, el día 17 de octubre de 1917, en Jesús María (Timbúes).

## Homenajes
- En el año 2007 la Escuela Provincial Nro. 6019 instala una placa en su homenaje
- Una calle de la localidad de Aldao lleva su nombre.